# Lilla Bjärs gravfält

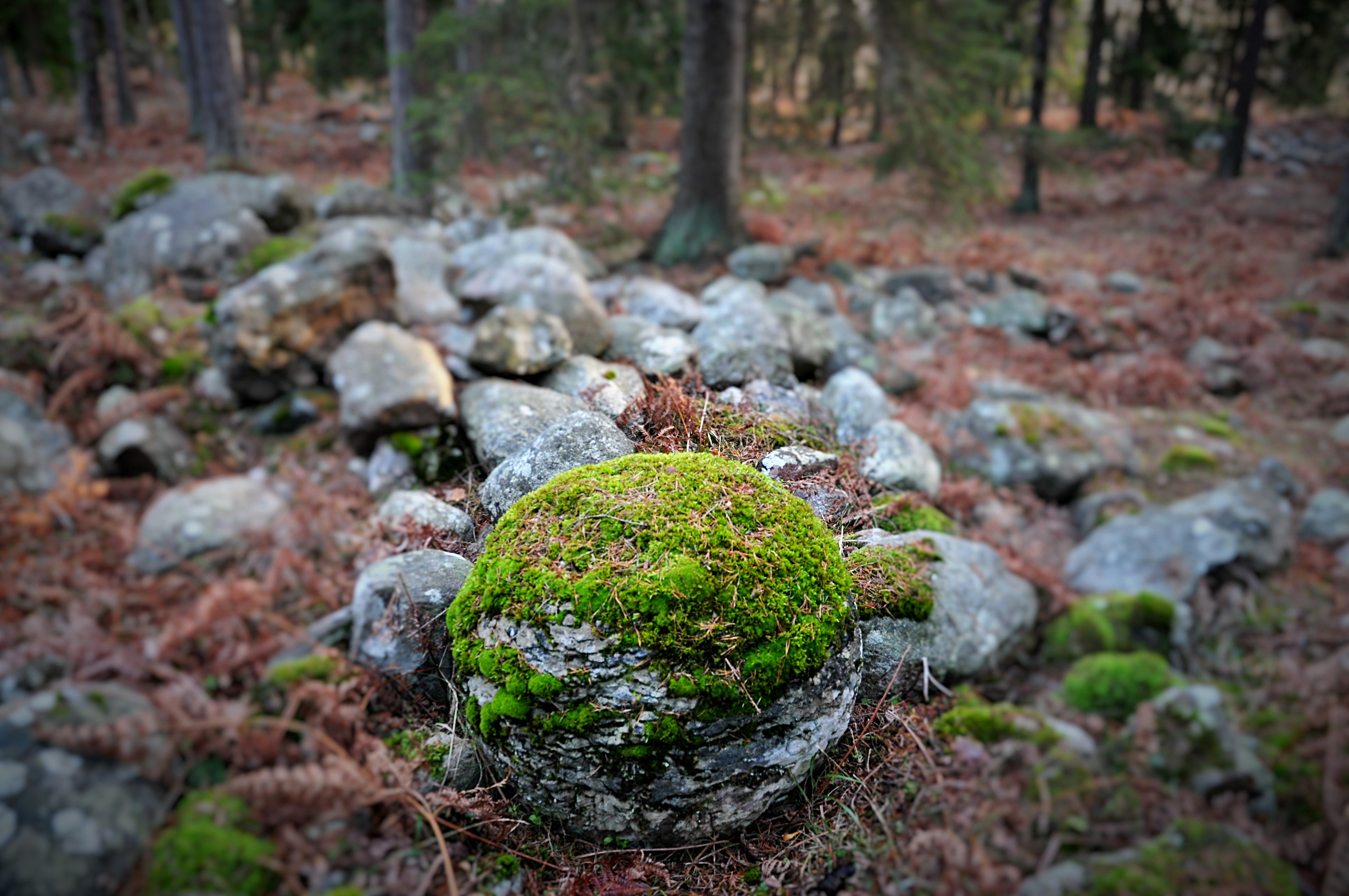
Lilla Bjärs gravfält

Lilla Bjärs gravfält är ett gravfält vid byn Lilla Bjärs i Stenkyrka socken på Gotland.
Gravfältet innehåller gravar från såväl sten- som bronsålder och är med sina över 1.000 synliga gravar ett av de största på Gotland. Till största delen är gravarna rösen och runda stensättningar. På gravfältet har även påträffats fundament till bildstenar som senare murats in i Stenkyrka kyrka, men nu finns på Fornsalen i Visby.